# 1994年沖縄県知事選挙
1994年沖縄県知事選挙は、沖縄県の執行機関である沖縄県知事を選出するために行われた選挙で、1994年11月20日に投票が行われた。

## 概要
県知事の任期4年が満了したことに伴って実施された選挙で、1972年の第一回知事選挙から数えて七回目となる。4年前の県知事選挙で革新統一候補として当選を果たした大田昌秀知事に対し、元副知事である翁長助裕が挑む保革一騎討ちの選挙戦となった。横路孝弘北海道知事や奥田八二福岡県知事が次期知事選に出馬せず、引退を表明する中、全国唯一の革新知事となる大田知事が革新県政を維持できるのか、在日アメリカ軍基地の問題、第三次沖縄振興開発計画の実施、石垣島新空港建設問題などが選挙の焦点となった。
- 告示：11月3日
- 投開票日：11月20日

## 候補者
立候補を届け出たのは、以下の二人である。
| 候補者名 | 年齢 | 党派   | 新旧  | 推薦・支持政党                                              | 備考               |
| -------- | ---- | ------ | ----- | ----------------------------------------------------------- | ------------------ |
| 翁長助裕 | 58   | 無所属 | 新人  | - 自民党（推薦）                                            | 元副知事           |
| 大田昌秀 | 69   | 無所属 | 現職1 | - 社会党・日本新党・共産党・社大党（推薦） - 公明党（支持） | 沖縄県知事（一期） |

出典：「全国唯一の革新県政存続が焦点　沖縄県知事選に2人届け出」、毎日新聞11月4日付1面（『縮刷版』117頁）。現職横の数字は当選回数。
現職の大田知事を国政与党である日本社会党（以下、社会党）と野党である日本新党および日本共産党（以下、共産党）、地域政党の沖縄社会大衆党（以下、社大党）が推薦、公明党が支持。翁長元副知事を国政与党である自由民主党（以下、自民党）が推薦した。結果、6月に発足した村山富市内閣の与党である自民党と社会党が、それぞれ異なる候補を支援するねじれ選挙となった。

## 選挙結果
現職の大田知事が翁長を大差で破って再選を果たした。投票率は62.54％で、これまで過去最低だった1986年知事選挙の76.11％をも下回って過去最低記録を更新した。
※当日有権者数：人 最終投票率：62.54%（前回比：-8.28pts）
| 候補者名 | 年齢 | 所属党派 | 新旧別 | 得票数    | 得票率 | 推薦・支持                       |
| -------- | ---- | -------- | ------ | --------- | ------ | -------------------------------- |
| 大田昌秀 | 69   | 無所属   | 現職   | 330,601票 | 60.29% | 社会党・日本新党・共産党・公明党 |
| 翁長助裕 | 58   | 無所属   | 新人   | 217,769票 | 39.71% | 自民党                           |

出典：「沖縄知事「革新」大田氏が再選」、朝日新聞1994年11月21日付1面（『縮刷版』949頁）。投票率は「２．投票率の推移」 (PDF) （沖縄県選挙管理委員会）より。　